# Pedro Américo
Pedro Américo de Figueiredo e Melo (Areia - Paraíba, Brasil, 29 d'abril de 1843 — Florència, Itàlia, 7 d'octubre de 1905) va ser un novel·lista, poeta, científic, teòric de l'art, assagista, filòsof, polític i professor, però és més recordat com un dels pintors acadèmics més importants del Brasil, deixant obres d'impacte nacional.

## Biografia

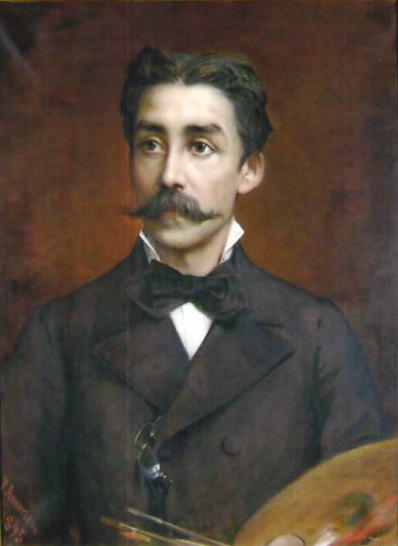
Pedro Américo. Autoretrat, 1895

El 1854 es va traslladar a Rio de Janeiro, on se li va concedir una beca per estudiar a l'Academia Imperial de Belas Artes. Posteriorment va ampliar els seus estudis a Europa, a l'École des Beaux-Arts de París, sent un alumne de Jean-Auguste-Dominique Ingres, Hippolyte Flandrin i Horace Vernet, guanyant molts elogis per les seves pintures, i assolint el Doctorat en Ciències a la Universitat de Brussel·les, en 1868.
Tornant al Brasil, va produir una de les obres més conegudes de l'art al Brasil: Independência ou Morte!, que representa el moment en què el príncep Pere va declarar el país independent de Portugal, una obra que ha il·lustrat llibres d'història per a les escoles primàries al Brasil des de fa dècades. Vivint sobretot a Florència, Itàlia, però viatjant sovint a Rio de Janeiro, Pedro Américo va treballar també com a conferenciant i com a historiador d'art.
Es va casar amb Carlota d'Araújo Porto-alegre (1844-1918), filla del pintor i diplomàtic Manuel de Araújo Porto-alegre. Nomenat Cavaller per la corona alemanya va ser també Gran Cavaller de l'Orde del Sant Sepulcre de Jerusalem. Amb la proclamació de la República al Brasil el 1889, va ser elegit diputat de l'Assemblea Nacional.

## Galeria

Obres de Pedro Américo
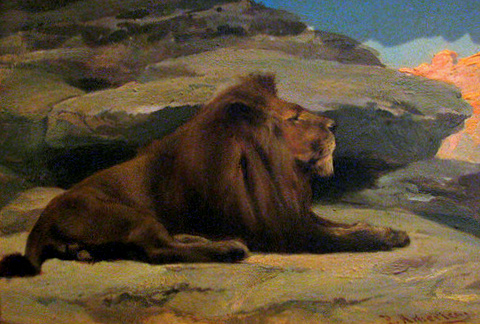
Leão
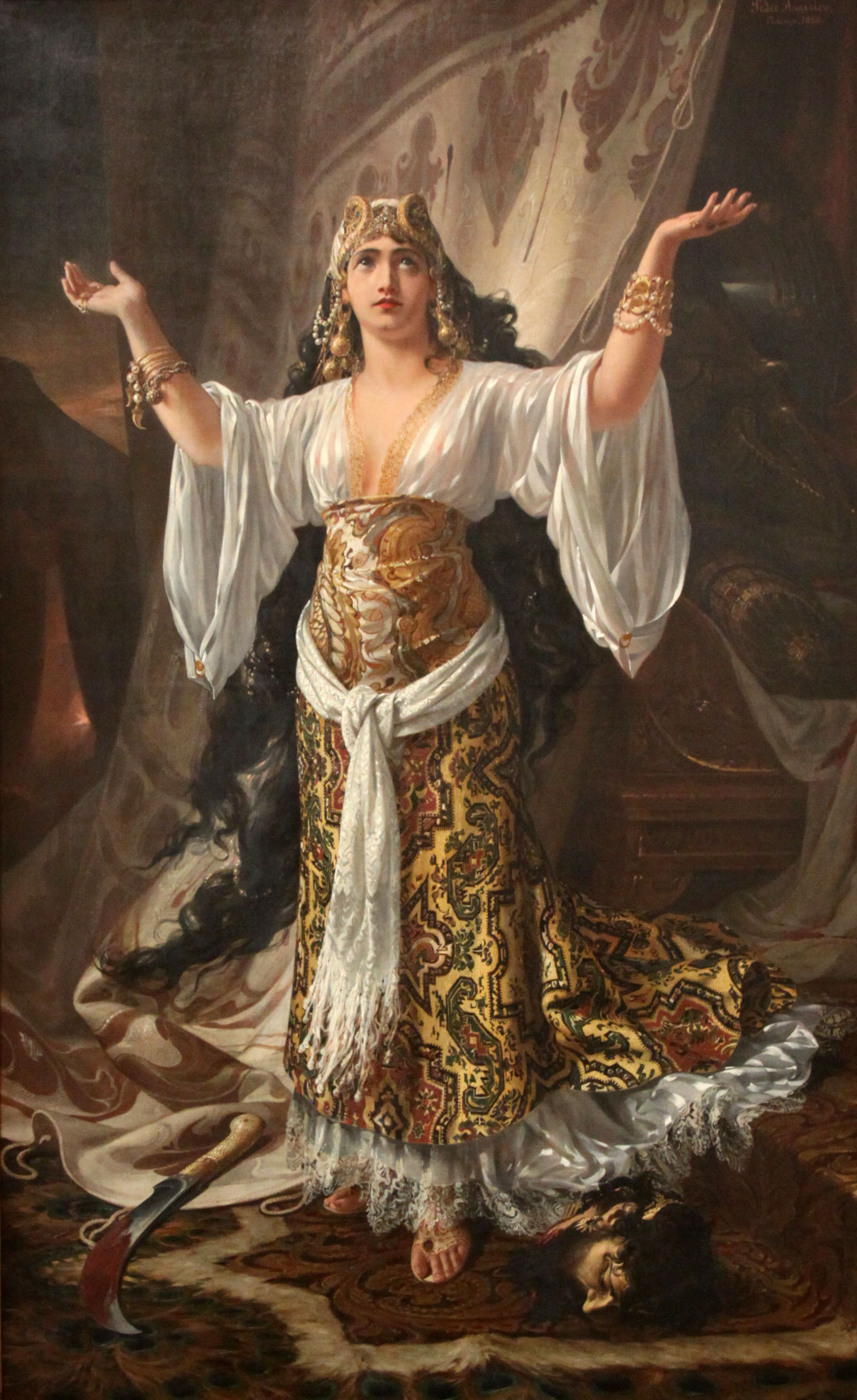
Judite e Holofernes
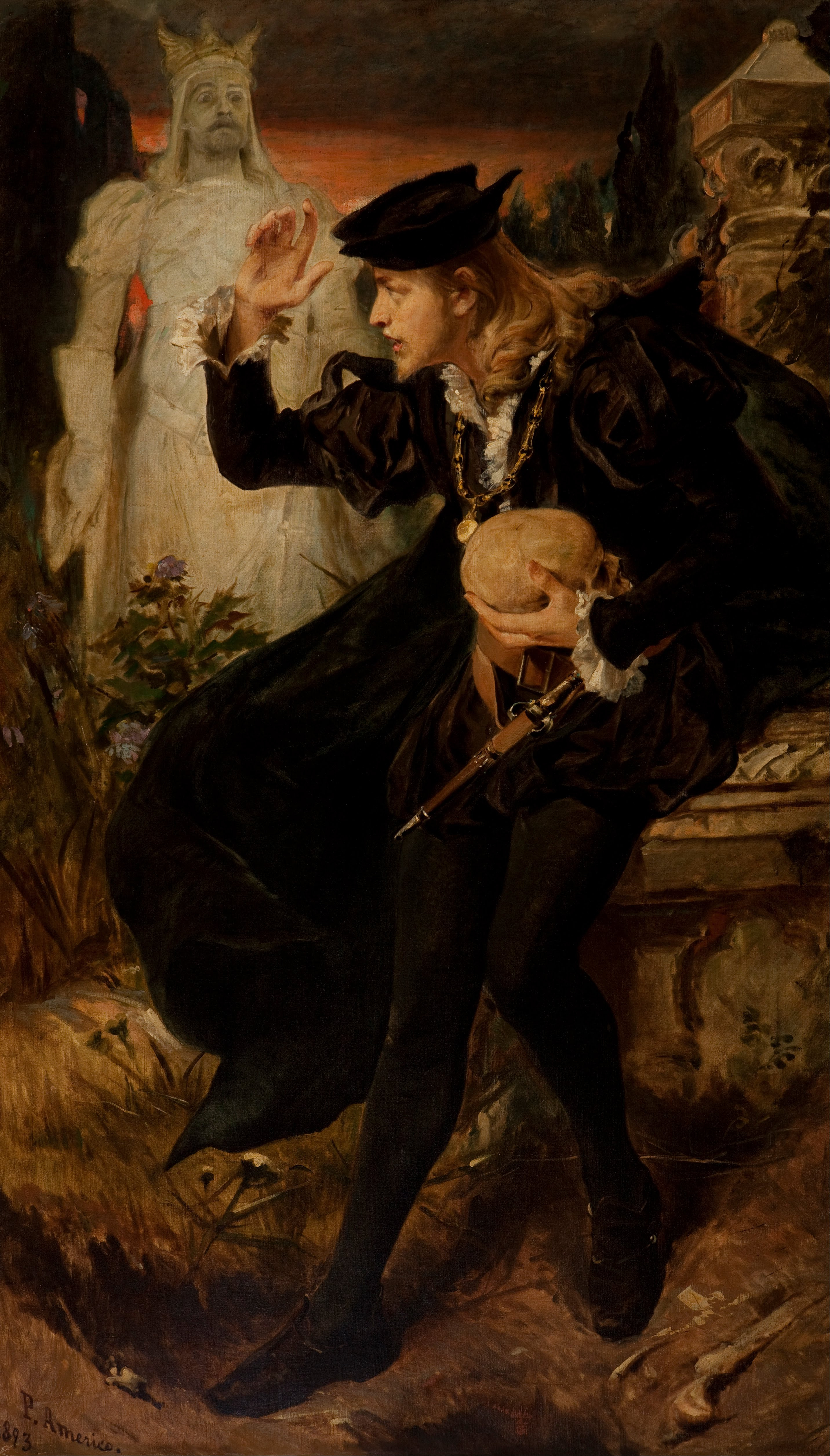
A visão de Hamlet
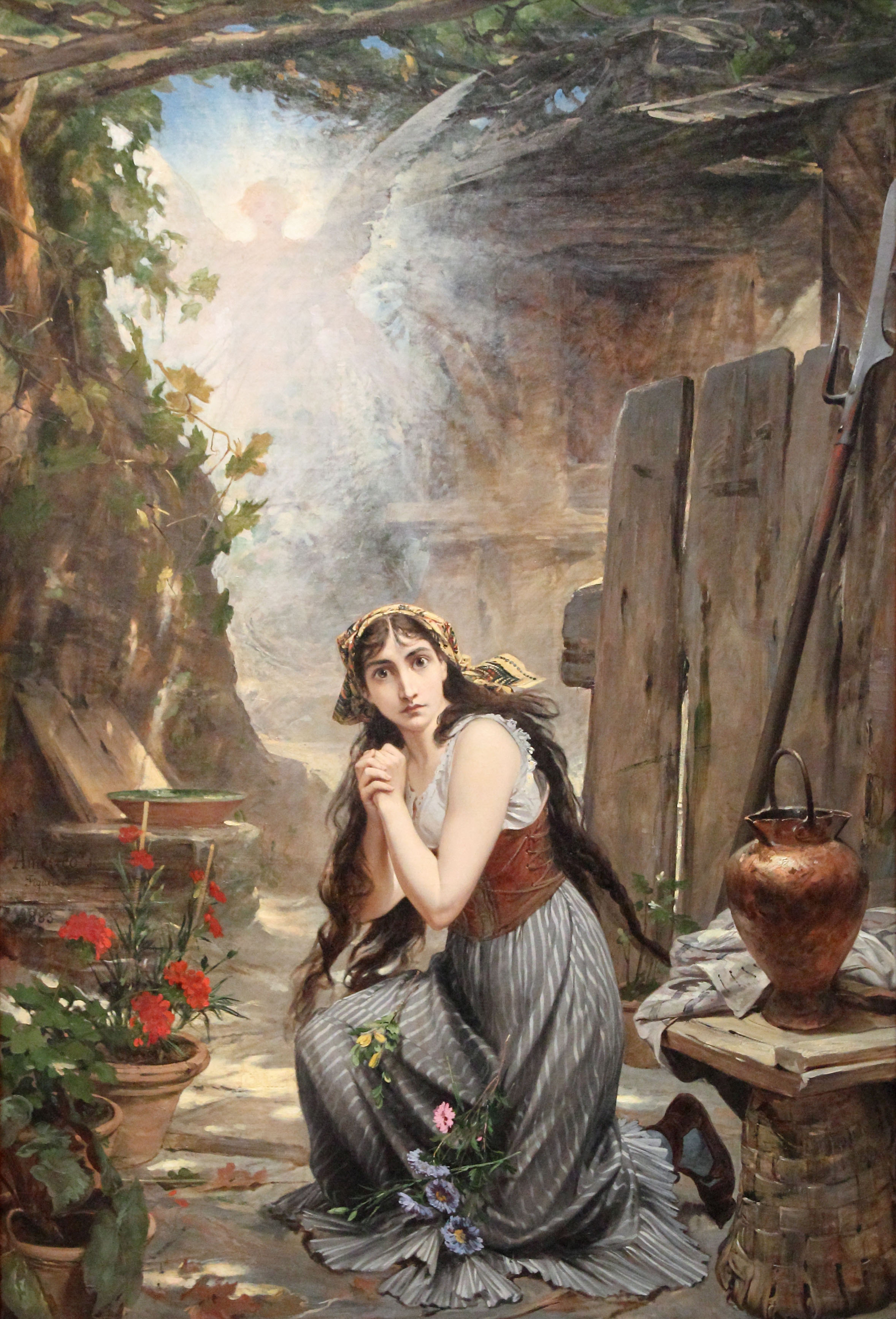
Joana d'Arc
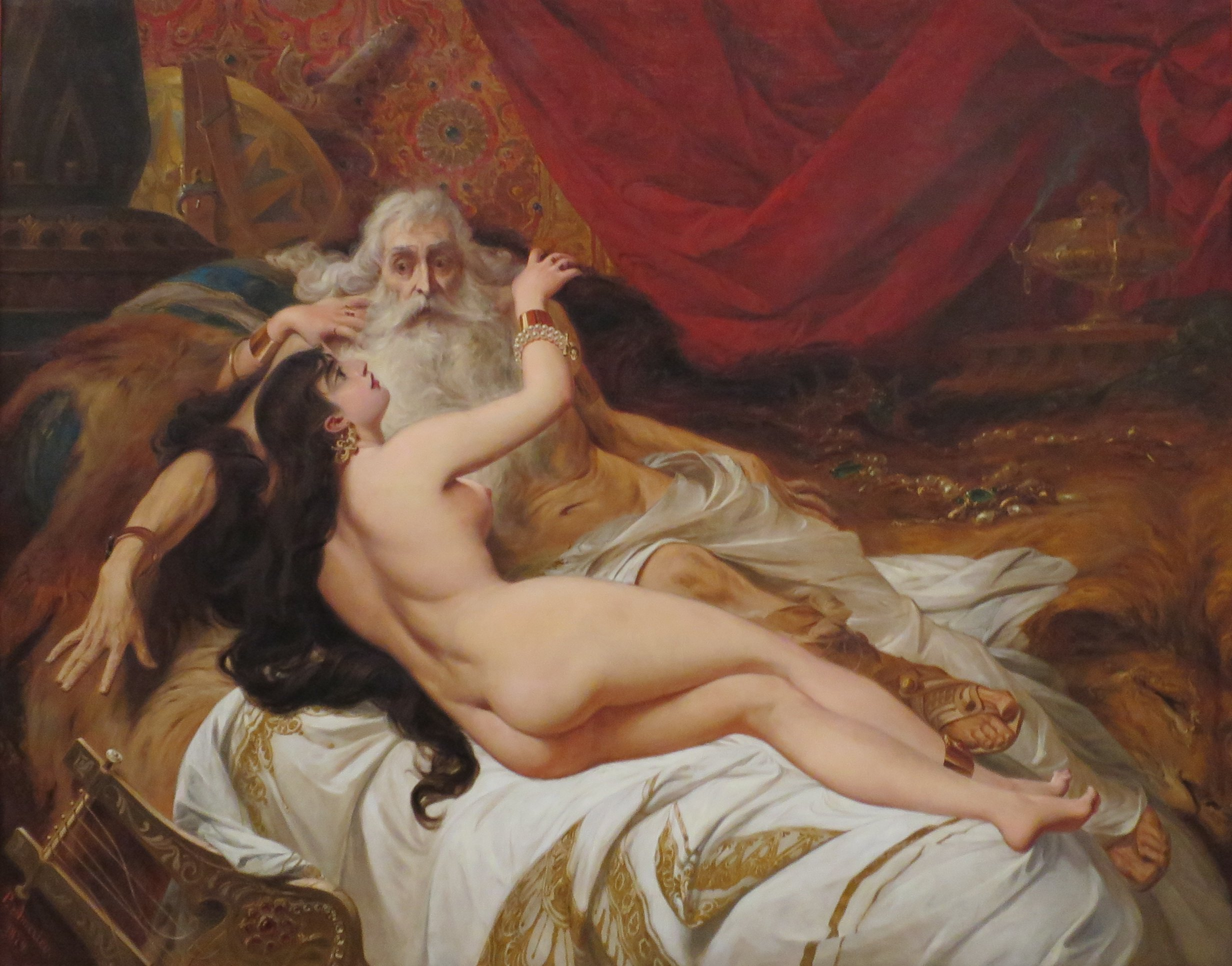
David em seus últimos dias é aquecido pela jovem Abisag
Independência ou Morte!!